# Жижин Дмитро Юрійович
Дмитро́ Ю́рійович Жи́жин (* 1958) — український графік і живописець. Заслужений художник України (2018). Член НСХУ (1992).

## Життєпис
Народився 1958 року в місті Одеса. Закінчив Одеський педагогічний інститут (1979; викладач В. Єфименко), Інститут живопису, скульптури та архітектури у Ленінграді (1990; викладачі В. Вєтрогонський, М. Ломакін і П. Татарников).
Працював викладачем в Одесі: в інженерно-будівельному інституті (від 1983), педагогічному інституті (1990—1994), художньо-театральному училищі (2002—2007), від 2007 року — в архітектурно-художньому інституті. Завідувач секції графіки Одеської організації НСХУ (від 2006).
Співпрацював з одеськими видавництвами «Два слони» (1991—1992, 1995—1996), «Аспект» (1992). Від 1979 року — учасник міських, всеукраїнських, міжнародних мистецьких виставок. Персональні виставки відбувалися у містах Білгород-Дністровський (1995), Одеса (1995, 1998, 2001, 2005), Іллічівськ (1997 рік).
Основні галузі творчості — станкова і книжкова графіка, живопис. Роботи зберігаються в Одеському літературному музеї, Музеї-квартирі О. Пушкіна (Одеса), Музеї-галереї ім. Р. Судковського (Очаків), Музеї сучасного мистецтва (Дьйор, Угорщина).
Серед робіт:
- серії — офортів «Слово о полку Ігоревім» (1985),
- акварелей «Сибір» (1987)
- «Літо в кінці тисячоліття» (1999),
- літографій «Майстер і Маргарита» (1990);
- ілюстрації — до російської народної казки «Сонце, Місяць і Ворон-Воронович» (1991),
- казок «Ромашка» і «Комірець» Ганса-Християна Андерсена (1996);
- акварелі — «У хатинці стрілочника» (1987),
- «Перед заходом сонця» (2004),
- «Маяк в Очакові» (2004),
- «Солоний вітер» (2005),
- «Зіткнення стихій» (2005),
- «Старий човен» (2006),
- «Ранок у лісі» (2007),
- «Коли квітне Іван-Чай» (2007);
- живопис — «Молоде вино» (2001).

## Нагороди і відзнаки
- Заслужений художник України[2]